# ラ・バヤデール
『ラ・バヤデール』（仏: La Bayadère, 「インドの舞姫」の意）は、1877年にサンクトペテルブルクで初演されたバレエ作品である。「クラシック・バレエの父」振付家マリウス・プティパの代表作の一つ。
ロシアにおける題名は『バヤデルカ』（露: Баядерка）。同じ物語で1830年にフランスでフィリッポ・タリオーニ振付による 『神とバヤデール』（仏: Le Dieu et la bayadère）が先行して作られていたため、ロシア以外では「ラ・バヤデール」の名称が一般的となっている。

## 概要
| ニキヤ役を初演したE・ヴァゼム（英語版） |  | ソロル役を初演したL・イワノフ |
| ニキヤ役を初演したE・ヴァゼム           |  | ソロル役を初演したL・イワノフ |

音楽はレオン・ミンクス、振付はマリウス・プティパ。初演は、ダンサーのエカテリーナ・ヴァゼムの祝賀公演として行われた。主役のニキヤにヴァゼム、戦士ソロル役には後に振付家として名声を残すレフ・イワノフが配役された。

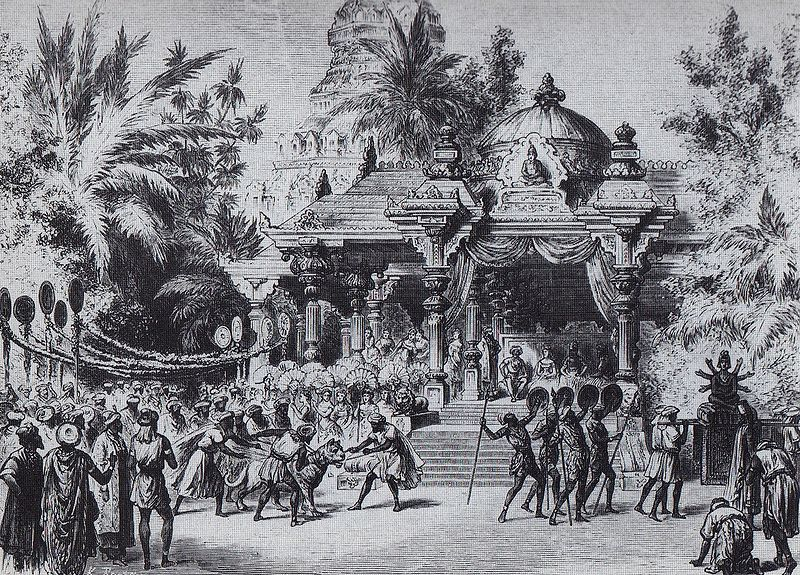
初演時の舞台デザイン（1877年）

ロシアでは初演時以来プティパの至高の傑作であると認識されていたが、欧米では長らくほとんど知られていないままであった。1961年にキーロフ・バレエのパリ公演とロンドン公演で初めて多大な注目を集め（このツアーのときにソ連出身のダンサールドルフ・ヌレエフが西側に亡命した）、現在の極めて高い評価と知名度に至る。古代インドを舞台にした西欧人好みのエキゾティシズムは人気を博した。
初演時は全4幕7場という大作だったが、改訂が重ねられ現在では3幕から4幕で上演されることが多い。
神の怒りに触れ寺院が崩壊し全員死亡するという初演時のラストはロシア革命後に省略され（宗教性を否定した旧ソ連政府の要望ともいわれる）、アヘンによる幻覚の「影の王国」（「幻影の場」とも）で終わる版や、「寺院崩壊」を復元して主役ふたりが来世（天国）で結ばれる版など、結末が異なることとなった。
ユーリー・グリゴローヴィチ版、ナタリア・マカロワ版、ルドルフ・ヌレエフ版などが有名である。

## 主な登場人物
- ソロル：戦士
- ニキヤ：寺院の舞姫
- ガムザッティ：ラジャの娘
- ドゥグマンタ：ラジャ
- 大僧正：寺院の権力者

## あらすじ
舞台は古代インド。戦士ソロルは寺院の舞姫（バヤデール）であるニキヤとひそかに愛し合っており、結婚の誓いを立てる。ラジャは若き英雄であるソロルを気に入り娘ガムザッティと結婚させようとする。ガムザッティもまたソロルを愛する。ソロルは戸惑うが、美しいガムザッティに惹かれ、またラジャに逆らえず結婚を承諾してしまう。ニキヤに拒まれてソロルを憎む大僧正はラジャにふたりの関係を告げ口する。
この話を聞いていたガムザッティはニキヤを自室に呼び寄せ、ソロルには自分という許婚がいるのだと告げて別れを迫るが、ニキヤは結婚を神に誓ったと承知しない。憤ったガムザッティに殴られてニキヤは思わず短剣を握るが、侍女に阻まれて逃げ出す。ガムザッティは侍女に彼女を殺すよう命じる。
婚約を祝う宴でニキヤは舞姫として悲しげに舞う。ソロルから贈られたという花かごを喜んで受け取るが、そこにはガムザッティの侍女が毒蛇を仕込んでいた。毒蛇に咬まれて倒れたニキヤに、大僧正が我が物となるなら助けると告げるが、ニキヤは拒んで息絶える。
ニキヤを裏切った悔恨と彼女を失った悲しみに暮れるソロルに従者がアヘンを差し出す。幻覚の中でソロルはバヤデールたちのなかにニキヤを見出して、愛を誓う。
やがて寺院でソロルとガムザッティの結婚式が執り行われるが、ニキヤとの愛の誓いを破ったソロルに神が怒り、寺院が崩壊して全員死ぬ。
- ソロルの見る幻影（影の王国）